# Liste der National Historic Sites of Canada in Toronto
Diese Liste beinhaltet alle Bauwerke, Objekte und Stätten in der kanadischen Stadt Toronto, die den Status einer National Historic Site of Canada (frz. lieu historique national du Canada) besitzen. Das kanadische Bundesministerium für Umwelt nahm 36 Stätten in diese Liste auf. Von diesen wird keine von Parks Canada verwaltet.
National Historic Sites in der übrigen Provinz Ontario finden sich in der Liste der National Historic Sites of Canada in Ontario.

## National Historic Sites
| Historische Stätte                          | Datum                 | Kenn- zeichnung | Standort                     | Beschreibung | Foto                                        |
| ------------------------------------------- | --------------------- | --------------- | ---------------------------- | --- | ------------------------------------------- |
| Altes Postamt / Ehemalige Bank of Canada    | 1853 (Bauende)        | 1958            | 43° 39′ 0″ N, 79° 22′ 35″ W  | Zunächst als Postamt genutzt, später eine Filiale der Bank of Canada, heute ein Bürogebäude; ein bekanntes Beispiel der Greek-Revival-Architektur in Kanada.                                                              | Altes Postamt / Ehemalige Bank of Canada    |
| Altes Rathaus                               | 1899 (Bauende)        | 1984            | 43° 39′ 9″ N, 79° 22′ 54″ W  | Eines der schönsten Beispiele Kanadas der von Henry Hobson Richardson geprägten neuromanischen Architektur; ein Symbol von Torontos Wohlstand und der raschen städtebaulichen Entwicklung im späten 19. Jahrhundert.      | Altes Rathaus                               |
| Annesley Hall                               | 1903 (Bauende)        | 1990            | 43° 40′ 4″ N, 79° 23′ 35″ W  | Erstes eigens für Studentinnen errichtetes Wohnheim auf einem kanadischen Universitätscampus und ein gutes Beispiel des Queen-Anne-Stils bei institutioneller Architektur.                                                | Annesley Hall                               |
| Balmoral Fire Hall                          | 1911 (Bauende)        | 1990            | 43° 41′ 9″ N, 79° 23′ 38″ W  | Ein seltenes Beispiel der Verwendung des Queen-Anne-Stils bei einer Feuerwache. | Balmoral Fire Hall                          |
| Bank of Upper Canada Building               | 1834 (Bauende)        | 1977            | 43° 39′ 7″ N, 79° 22′ 15″ W  | Ältestes Bankgebäude Ontarios; Sitz der Bank of Upper Canada bis zu deren Konkurs im Jahr 1866. | Bank of Upper Canada Building               |
| Bead Hill                                   | 17. Jhdt. (Gründung)  | 1991            | 43° 48′ 15″ N, 79° 8′ 24″ W  | Archäologische Fundstätte im Rouge Park mit den Überresten des einzigen in Kanada bekannten Dorfes der Seneca. |                                             |
| Birkbeck Building                           | 1908 (Bauende)        | 1986            | 43° 39′ 3″ N, 79° 22′ 40″ W  | Viergeschossiges Bürogebäude, das typisch ist für die zentralen Geschäftsviertel kanadischer Städte vor dem Ersten Weltkrieg; Kombination historischer Baustile mit damals modernem Design und Bautechniken.              | Birkbeck Building                           |
| Eaton’s 7th Floor Auditorium and Round Room | 1930 (Bauende)        | 1983            | 43° 39′ 39″ N, 79° 23′ 0″ W  | Foyer, Restaurant und Auditorium, vom französischen Architekten Jacques Carlu entworfen; bemerkenswerte Innenarchitektur des Art déco und der Stromlinien-Moderne.                                                        | Eaton’s 7th Floor Auditorium and Round Room |
| Eglinton Theatre                            | 1936 (Bauende)        | 1993            | 43° 42′ 16″ N, 79° 24′ 39″ W | Kinogebäude im Art-déco-Stil; eines der besten Beispiele dieses Gebäudetyps in Kanada. | Eglinton Theatre                            |
| Elgin and Winter Garden Theatre Centre      | 1914 (Bauende)        | 1982            | 43° 39′ 11″ N, 79° 22′ 45″ W | Zwei übereinander gebaute Theatersäle des renommierten Theaterdesigners Thomas W. Lamb; weltweit letztes noch genutzte „Doppeldecker-Theater“.                                                                            | Elgin and Winter Garden Theatres            |
| Fort York                                   | 1793 (Gründung)       | 1923            | 43° 38′ 21″ N, 79° 24′ 12″ W | Kern der Siedlung, aus der sich Toronto entwickelte und Hauptverteidigungsanlage der früheren Stadt York; heute ein Museum mit Gebäuden aus der Zeit des Britisch-Amerikanischen Krieges.                                 | Fort York                                   |
| Fourth York Post Office                     | 1835 (Bauende)        | 1980            | 43° 39′ 7″ N, 79° 22′ 14″ W  | Viertes Postamt der Stadt York (und erstes der 1834 gegründeten Stadt Toronto); eines der frühesten Beispiele von eigens für diesen Zweck erbauten Gebäude Kanadas.                                                       | Fourth York Post Office                     |
| George Brown House                          | 1877 (Bauende)        | 1976            | 43° 39′ 21″ N, 79° 23′ 42″ W | Residenz des Politikers George Brown, dem Gründer der heutigen Zeitung The Globe and Mail, der auch die Abolitionismus-Bewegung und die Underground Railroad unterstützte.                                                | George Brown House                          |
| Gooderham and Worts Distillery              | 1859–1927 (Bauphase)  | 1988            | 43° 39′ 3″ N, 79° 21′ 35″ W  | Historisches Industrieviertel mit 40 Brennereien; größte Ansammlung von Industriebauten aus der viktorianischen Zeit in Nordamerika; heute ein Künstler- und Vergnügungsviertel („Distillery District“).                  | Gooderham and Worts Distillery              |
| Gouinlock Buildings                         | 1904–1912 (Bauphase)  | 1988            | 43° 37′ 58″ N, 79° 24′ 58″ W | Fünf Gebäude auf dem Gelände der Canadian National Exhibition; größte Gruppe von Ausstellungsbauten des frühen 20. Jahrhunderts in Kanada.                                                                                | Gouinlock Buildings                         |
| Heliconian Hall                             | 1876 (Bauende)        | 2008            | 43° 40′ 19″ N, 79° 23′ 36″ W | Ursprünglich eine im Stil der „Zimmermannsgotik“ erbaute Kirche in Yorkville, seit 1923 ein multidisziplinärer Kunstclub spezifisch für Frauen.                                                                           | Heliconian Hall                             |
| John Street Roundhouse                      | 1931 (Bauende)        | 1990            | 43° 38′ 27″ N, 79° 23′ 9″ W  | Der am besten erhaltene Ringlokschuppen Kanadas, erbaut von der Canadian Pacific Railway; heute Standort eines Eisenbahnmuseums, einer Brauerei und eines Möbelgeschäfts.                                                 | John Street Roundhouse                      |
| Kapelle im St. James Cemetery               | 1861 (Bauende)        | 1990            | 43° 40′ 10″ N, 79° 22′ 8″ W  | Bekanntes Beispiel einer kleinen kanadischen Kapelle im neugotischen Stil. | Kapelle im St. James Cemetery               |
| Kensington Market                           | 1815 (erstes Gebäude) | 2006            | 43° 39′ 17″ N, 79° 24′ 2″ W  | Seit dem frühen 20. Jahrhundert als typisches Einwandererviertel bekannt; belebt durch zahlreiche Märkte, Läden und andere Attraktionen.                                                                                  | Kensington Market                           |
| Maple Leaf Gardens                          | 1931 (Bauende)        | 2007            | 43° 39′ 44″ N, 79° 22′ 49″ W | Früheres Stadion der Toronto Maple Leafs (bis 1999); eine der berühmtesten Eishockeyarenen weltweit sowie Schauplatz weiterer Sportveranstaltungen, Konzerte und politischer Ereignisse.                                  | Maple Leaf Gardens                          |
| Massey Hall                                 | 1894 (Bauende)        | 1981            | 43° 39′ 15″ N, 79° 22′ 45″ W | Konzerthalle, die zu den wichtigsten kulturellen Institutionen des Landes gehört; ein Geschenk des Industriellen Hart Massey an die Stadt Toronto.                                                                        | Massey Hall                                 |
| Metallic Roofing Company Offices            | 1897 (Bauende)        | 1984            | 43° 38′ 21″ N, 79° 25′ 38″ W | Einmaliges Gebäude im Beaux-Arts-Stil, vollständig mit gepresstem Blech verkleidet; das Gebäude wurde 1982 abmontiert und die Bestandteile werden vom Ontario Heritage Trust für einen möglichen Wiederaufbau aufbewahrt. |                                             |
| Montgomery’s Tavern                         | 1837 (Gefecht)        | 1925            | 43° 42′ 34″ N, 79° 23′ 56″ W | Schauplatz einer fehlgeschlagenen, von William Lyon Mackenzie angeführten Revolte während der Oberkanada-Rebellion. | Montgomery’s Tavern                         |
| Mount Pleasant Cemetery                     | 1876 (Eröffnung)      | 2000            | 43° 41′ 47″ N, 79° 23′ 6″ W  | Herausragendes Beispiel des Picturesque-Stils, inspiriert durch ländliche Friedhöfe des 19. Jahrhunderts in einer naturalistischen Szenerie.                                                                              | Mount Pleasant Cemetery                     |
| Osgoode Hall                                | 1832 (Bauende)        | 1979            | 43° 39′ 8″ N, 79° 23′ 8″ W   | Standort der Law Society of Upper Canada, eines Gerichts und bis 1959 die einzige rechtswissenschaftliche Fakultät der Provinz; erbaut in einem Übergangsstil zwischen Palladianismus und Neoklassizismus.                | Osgoode Hall                                |
| Royal Alexandra Theatre                     | 1907 (Bauende)        | 1985            | 43° 38′ 51″ N, 79° 23′ 15″ W | National bedeutendes Beispiel eines Theatergebäudes, das spezifisch für diesen Zweck errichtet wurde. | Royal Alexandra Theatre                     |
| Royal Conservatory of Music                 | 1881 (Bauende)        | 1995            | 43° 40′ 5″ N, 79° 23′ 47″ W  | Ursprünglich als erstes Gebäude der McMaster University erbaut, beherbergt die Ihnatowycz Hall seit 1962 das königliche Konservatorium; Ausbildungsstätte vieler bekannter Musiker.                                       | Royal Conservatory of Music                 |
| St. Anne’s Anglican Church                  | 1908 (Bauende)        | 1996            | 43° 39′ 2″ N, 79° 25′ 50″ W  | Kirche im neobyzantinischen Stil; enthält einen einmaligen Bilderzyklus von zehn Malern, darunter drei Mitgliedern der Group of Seven.                                                                                    | St. Anne’s Anglican Church                  |
| St. George’s Hall (Arts and Letters Club)   | 1891 (Bauende)        | 2007            | 43° 39′ 28″ N, 79° 22′ 58″ W | Seit 1920 ist die St. George’s Hall ein Treffpunkt für Maler, Schriftsteller, Musiker, Architekten, Schauspieler und Kunstmäzene; wichtiger Veranstaltungsort und Inspiration künstlerischer Aktivitäten in Kanada.       | St. George’s Hall (Arts and Letters Club)   |
| St. Lawrence Hall                           | 1850 (Bauende)        | 1967            | 43° 39′ 1″ N, 79° 22′ 20″ W  | Veranstaltungshalle im Italianate-Stil; während vieler Jahre Torontos wichtigstes kulturelles und soziales Zentrum. | St. Lawrence Hall                           |
| Studio Building                             | 1914 (Bauende)        | 2005            | 43° 40′ 24″ N, 79° 23′ 10″ W | Gebäude im Stil des Neuen Bauens; enthält sechs eigens für diesen Zweck erbaute Künstlerateliers und war Wohn- und Arbeitsort zahlreicher bekannter Künstler.                                                             | Studio Building                             |
| The Grange                                  | 1817 (Bauende)        | 1970            | 43° 39′ 11″ N, 79° 23′ 33″ W | Herrenhaus im georgianischen Stil inmitten des Stadtzentrums; eines der seltenen erhalten gebliebenen Wohnhäuser aus der Zeit der Siedlung York und ältestes Ziegelsteingebäude Torontos.                                 | The Grange                                  |
| Terminalgebäude des Toronto Island Airport  | 1939 (Bauende)        | 1989            | 43° 37′ 55″ N, 79° 23′ 45″ W | Eines der ersten (und erhalten gebliebenen) Flughafenterminals, die durch das neu gegründete Verkehrsministerium finanziert wurden; das älteste noch in Betrieb befindliche Gebäude dieser Art in Kanada.                 | Terminalgebäude des Toronto Island Airport  |
| Union Station                               | 1927 (Bauende)        | 1975            | 43° 38′ 43″ N, 79° 22′ 50″ W | Eines der besten Beispiele Kanadas für einen Bahnhof im klassischen Beaux-Arts-Stil und eines der größten Bahnhöfe, die zu Beginn des 20. Jahrhunderts errichtet wurden.                                                  | Union Station                               |
| University College                          | 1859 (Bauende)        | 1968            | 43° 39′ 44″ N, 79° 23′ 45″ W | Eines der ältesten Universitätsgebäude des Landes, erbaut im Stil der Neuromanik; steht im Zusammenhang mit der Entwicklung nichtreligiöser und staatlich finanzierter Institutionen der höheren Bildung.                 | University College                          |
| Women’s College Hospital                    | 1883 (Bauende)        | 1995            | 43° 39′ 42″ N, 79° 23′ 15″ W | Lehrkrankenhaus, das zu einer Zeit gegründet wurde, als der Zugang der Frauen zu medizinischer Ausbildung und Krankenhauspraxis stark eingeschränkt war.                                                                  | University College                          |